# San Juan Sacatepéquez
San Juan Sacatepéquez – miasto w Gwatemali; 200 tys. mieszkańców (2006). Przemysł spożywczy.